# Castello di Carpenedolo
Il castello di Carpenedolo è un'antica roccaforte risalente all'XI secolo di Carpenedolo, in provincia di Brescia.

## Collocazione e storia
La struttura si erge sullo storico Monte Rocchetta che sovrasta il paese.

Il castello, attestato come esistente nel 1043 quando la struttura venne ceduta in permuta al vescovo di Brescia Oldarico. 
Appartenne nel XIII secolo alla famiglia bresciana dei Poncarale, guelfa. Nel 1237, in occasione della discesa in Italia dell'imperatore Federico II, il maniero, assieme al castello di Casaloldo,  venne distrutto dalle truppe ghibelline di Reggio, alleate dell'imperatore.
Ciò che rimane dell'antico maniero è la Torre vecchia, a pianta quadrata e dotata di merli, associata ai resti di murature appartenenti a un castello. Ai piedi della torre si conservavano in passato anche i resti di un fossato (redefoss).
La torre venne ricostruita, sui resti del torrione precedente, nel XIV secolo, per volere di Bernabò Visconti, e di nuovo nel 1650.
La torre è stata dichiarata nel 1917 monumento nazionale italiano e nel 2006 è stata sottoposta a lavori di restauro.